# Bilhac
 Bilhac  (en occitano Bilhac) es una comuna  y población de Francia, en la región de Lemosín, departamento de Corrèze, en el distrito de Brive-la-Gaillarde y cantón de Beaulieu-sur-Dordogne.
Su población en el censo de 2008 era de 220 habitantes.
Está integrada en la Communauté de communes du Sud Corrézien.

## Nombre
Conocida anteriormente con el nombre de Billac, la comuna fue rebautizada como Bilhac mediante un decreto del ministerio del Interior de Francia del 10 de agosto de 2007, publicado en el diario oficial el 14 de agosto de 2007.

## Demografía
| 221 | 234 | 205 | 211 | 211 | 192 | 220 |
| Para los censos de 1962 a 1999 la población legal corresponde a la población sin duplicidades (Fuente: INSEE [Consultar]) |     |     |     |     |     |     |